# Эрмитажная кухня

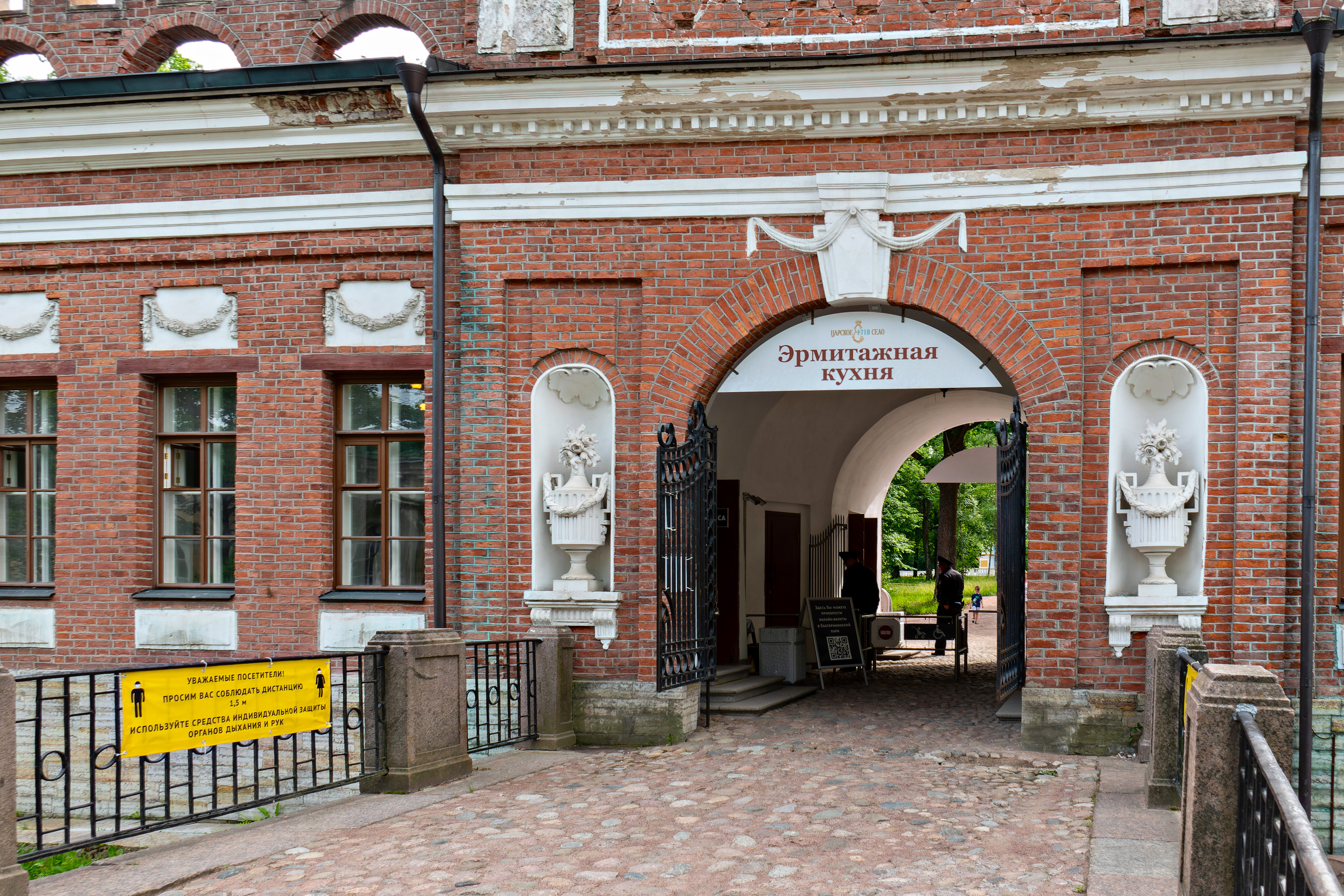
Архитектурные детали

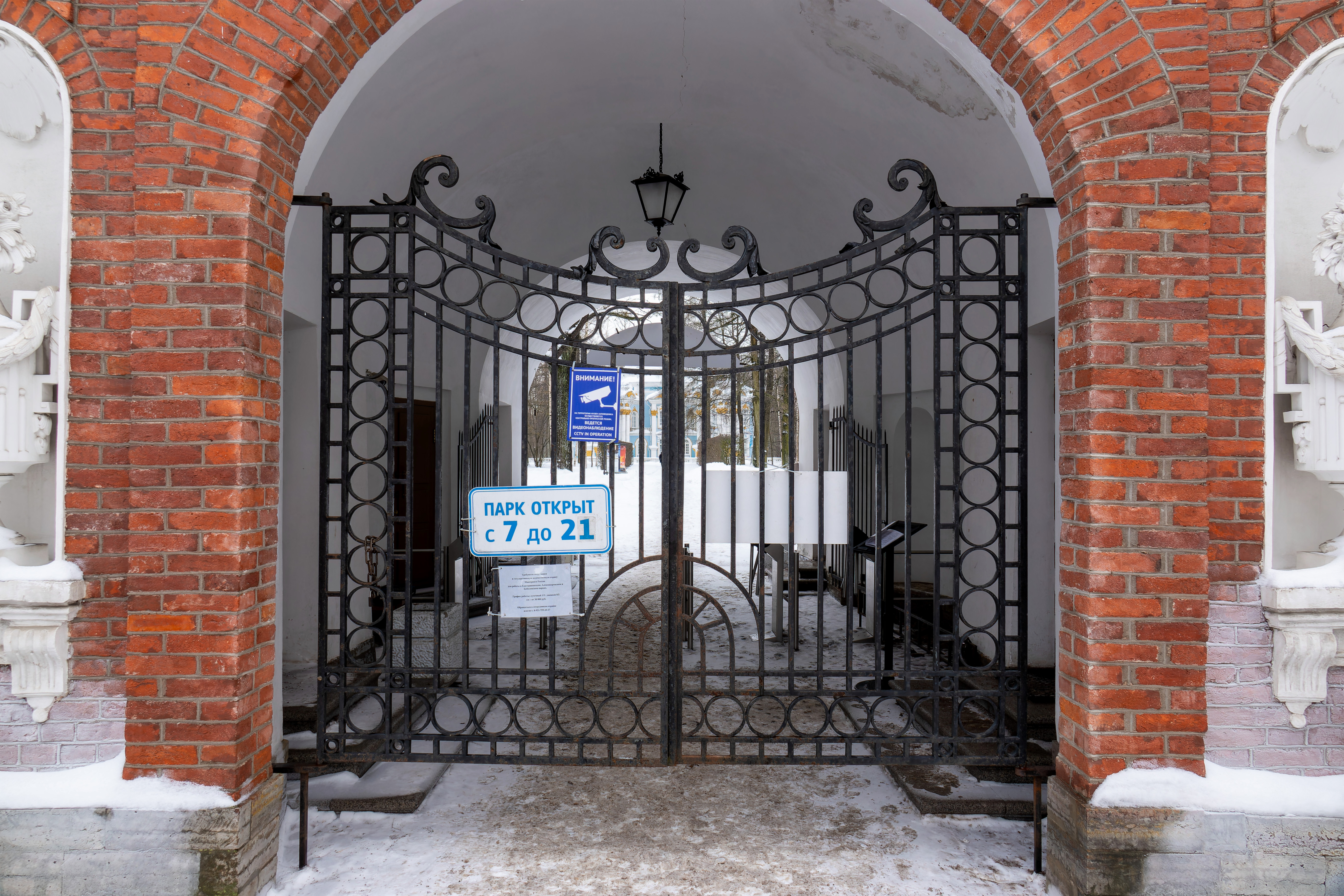
Главная входная решётка

Эрмитажная кухня (Придворная пекарня, Красные ворота) — памятник архитектуры. Расположен на берегу Каскадного канала в Пушкине у входа в Екатерининский парк.
На месте здания ранее стояла деревянная кухня.
Проект был исполнен В. И. Нееловым в 1774 году, строительство было завершено к 1776 году. Здание одновременно было и парковыми въездными воротами, и кухней.
Здание в плане — вытянутый прямоугольник со сквозным проездом в центре и двумя выступами в сторону сада. Над центральной частью расположена двухъярусная круглая в плане башня с красивым силуэтом. Неоштукатуренные фасады украшены лепными гирляндами, полуциркульными нишами, в которых стоят декоративные алебастровые вазы, и филёнками. В XVIII веке вазы из-за формы, массивности и тяжеловесности иногда называли «кубами». По углам здания стоят пинакли, пирамиды на пьедесталах, увенчанные шарами. Декоративные детали выбелены, в облике здания противопоставляются красный и белый цвета. Над первым ярусом башни расположены прямоугольные зубцы, над верхним — треугольные. У здания зубчатый парапет. Проезд в парк перекрывался железными воротами, выкованными Лукьяном Нефедовым. На ковку решётки повлияло французское течение середины XVIII века, хотя в художественном исполнении она уступает образцам Большого Трианона: на монотонно расположенные прутья наложены плоские, будто вырезанные, нежели выкованные, гирлянды.
Во время Великой Отечественной войны Эрмитажная кухня пострадала незначительно. В советское время в здании находилась столовая, потом — кафе.